# Enrico Fermi
Enrico Fermi   (Roma, 29 de setembre de 1901 - Chicago, 28 de novembre de 1954) fou un físic italià, nacionalitzat posteriorment estatunidenc, guardonat l'any 1938 amb el Premi Nobel de Física i conegut pel desenvolupament del primer reactor nuclear i el desenvolupament de la teoria quàntica. És reconegut com un físic que destacà tant en l'àmbit teòric com en l'experimental, i un dels més importants del segle xx.
Des del 1939 fou professor de física a la Columbia University, i col·laborà en els primers assaigs i investigacions de la bomba nuclear (projecte Manhattan). Descobrí les reaccions en el nucli produïdes per neutrons amb moviment lent, i observà que aquests eren absorbits més fàcilment pel nucli atòmic que les partícules accelerades. Investigà la teoria de l'estructura fina dels espectres i la formació dels raigs còsmics. Entre les seves obres es destaca Elementary Particles (1951).

## Biografia

### Primers anys
El seu pare, Alberto Fermi, era inspector general del Ministeri de Comunicacions, i la seva mare, Anada de Gattis, era mestra d'escola. Es va interessar per la física als 14 anys, després de la lectura d'un vell text d'escrit en llatí. El seu historial acadèmic va ser excel·lent, gaudint d'una gran memòria que li permetia recitar La Divina Comèdia de Dante i gran part dels textos d'Aristòtil.

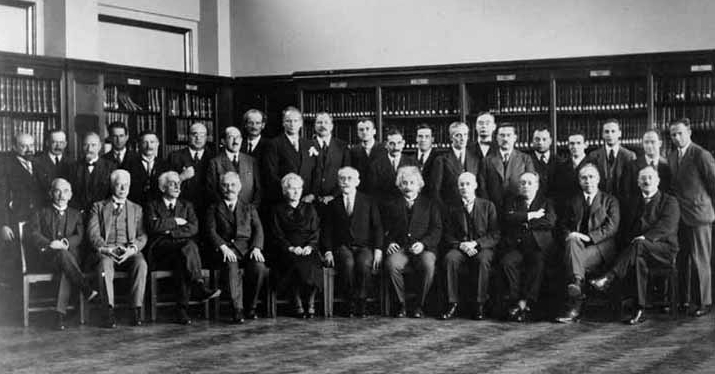
Sisena Conferència Solvay (1930). Podem veure Enrico Fermi el segon de la fila posterior per la dreta al costat de John Hasbrouck van Vleck i Werner Heisenberg

En la seva joventut Enrico gaudia aprenent física i matemàtiques i compartint els seus interessos amb el seu germà gran, Giulio. La mort d'aquest de forma sobtada d'un abscés a la gola el 1915, pertorba a Enrico i fa augmentar la seva dedicació a l'estudi de la ciència. Segons ell mateix, cada dia passava per davant de l'hospital on van morir Giulio fins que es va fer insensible a la pena.
Una de les seves primeres referències de consulta per a l'estudi de la física fou un llibre que es trobà al mercat local de Campo de' Fiori a Roma. El llibre de nou-centes pàgines anomenat Elementorum physicae mathematicae, fou escrit en llatí pel jesuïta Andrea Caraffa, un professor del Collegio Romano, i cobria temes com les matemàtiques, la mecànica clàssica, l'astronomia, l'òptica i l'acústica. La gran quantitat d'anotacions trobades al llibre eren mostra que Fermi el va estudiar intensament.
Posteriorment, Enrico va fer amistat amb un altre estudiant interessat en la ciència anomenat Enrico Persico, i els dos van col·laborar en projectes científics com per exemple la construcció d'un giroscopi, i la mesura del camp magnètic de la Terra. L'interès de Fermi per la física va anar en augment quan un amic del seu pare, Adolfo Amidei, l'encoratjà regalant-li diversos llibres sobre física i matemàtiques, que va llegir amb gran avidesa.
Tenia una gran facilitat per a resoldre problemes de física teòrica i una gran capacitat de síntesi; destacava per la seva senzillesa en la resolució de problemes. Fermi començava les investigacions amb les línies més bàsiques del raonament matemàtic, després produïa solucions completes als problemes en què més s'endinsava i que considerava més importants.

### Scuola Normale Superiore in Pisa
El 1918 es va matricular a l'Scuola Normale Superiore de Pisa per a cursar estudis de física. Per tal d'entrar a l'Institut, els candidats havien d'escriure un assaig. Per al seu assaig que tenia per tema: Característiques del so. Amb 17 anys, el jove Fermi va decidir derivar i resoldre una anàlisi de Fourier basant-se en l'equació diferencial parcial de les ones en una corda. L'examinador, el Professor Giulio Pittato va entrevistar Fermi i va concloure que el seu assaig va ser encomiable fins i tot per a un doctorat. Enrico Fermi va acabar en primer lloc en la classificació de l'examen d'entrada. Durant els seus anys a l'Scuola Normale Superiore, Fermi va fer bon equip amb un company estudiant anomenat Franco Rasetti amb el qual solia fer bromes sense mala intenció. Més tard, Rasseti es va convertir en amic proper i col·laborador de Fermi.
Fermi va aconseguir el doctorat l'any 1922. El 1924 va impartir classes a la universitat de Florència. Va residir durant un any a la ciutat alemanya de Göttingen, així com uns mesos a Leiden, llocs en els quals es va dedicar a realitzar investigacions en el camp de la física.

### Professor a Roma
L'any 1927, a l'edat de 24 anys, va ser nomenat professor de la Universitat de Roma, convertint aquesta ciutat en un dels centres d'investigació més importants del món. El nomenament fou atorgat en guanyar una oposició convocada pel Professor Orso Mario Corbino, director de l'Institut de Física. Corbino va ajudar a Fermi a seleccionar el seu equip, que va ser ràpidament completat amb científics notables com Edoardo Amaldi, Bruno Pontecorvo, Franco Rasetti i Emilio Segrè. Per tal de fer estudis teòrics només, s'afegí també Ettore Majorana al grup que posteriorment s'anomenà amb el sobrenom dels nois de via Panisperna (degut al nom de la carretera en què se situaven els laboratoris de l'Institut). El grup va anar abordant els seus -ara famosos- experiments, però el 1933 Rasetti va deixar Itàlia per Canadà i els Estats Units, Pontecorvo se'n va anar a França i Segrè es quedà a Palerm exercint de professor.
Durant l'estada a Roma, Fermi i el seu grup van fer importants contribucions a molts aspectes teòrics i pràctics de la física. Aquestos inclouen la teoria del decaïment beta, amb la inclusió del neutrí postulat el 1930 per Pauli, i el descobriment dels neutrons lents, que fou necessari per provar el pivotament pel treball dels reactors nuclears. El seu grup va bombardejar sistemàticament elements amb neutrons lents i, durant els seus experiments amb urani, per molt poc no van poder observar la fissió nuclear. En aquesta època, la fissió es pensava improbable -si no impossible- majorment en el camp teòric. El pensament se centrava a obtenir elements amb un nombre atòmic més gran gràcies al bombardeig de neutrons a elements més lleugers. Ningú pensava que els neutrons pogueren adquirir prou quantitat de moviment com per dividir un àtom més pesant en dos fragments conformant elements més lleugers. Això no obstant, la química Ida Noddack va criticar el treball de Fermi i va suggerir que alguns dels seus experiments podrien haver produït elements més lleugers. En aquell temps, Fermi en va descartar la possibilitat sobre la base dels seus càlculs.
El 1930 fou convidat a donar cursos d'estiu per la universitat nord-americana de Michigan, passant des de llavors la majoria dels estius als Estats Units, realitzant treballs científics i donant conferències, i impartint posteriorment classes a les universitats de Columbia, Stanford i Chicago.
Les seves habilitats de gran científic, combinant la rama teòrica i aplicada de la física nuclear, eren reconegudes per tothom. Ell va influenciar gran part dels físics que van treballar amb ell, com per exemple Hans Bethe, qui va estar dos semestres treballant amb Fermi a començaments dels anys 30.
Quan Fermi va enviar la seva famosa publicació del decaïment beta a la prestigiosa revista Nature, l'editor de la revista la va rebutjar, a causa del fet que "contenia especulacions que eren massa allunyades de la realitat". Per això, Fermi va veure la seva teoria publicada en italià i en alemany abans que es publiqués en anglès. La Nature va publicar eventualment el seu informe del decaïment beta el 16 de gener de 1939.
L'any 1938 establí definitivament la seva residència als Estats Units fugint del règim feixista italià.

### El Projecte Manhattan
El 1938, Fermi va rebre el Premi Nobel de Física a l'edat de 37 anys, per les seves "demostracions de l'existència d'elements radioactius nous produïts per la irradiació amb neutrons i pels seus descobriments relacionats amb les reaccions nuclears dutes a terme per neutrons lents".

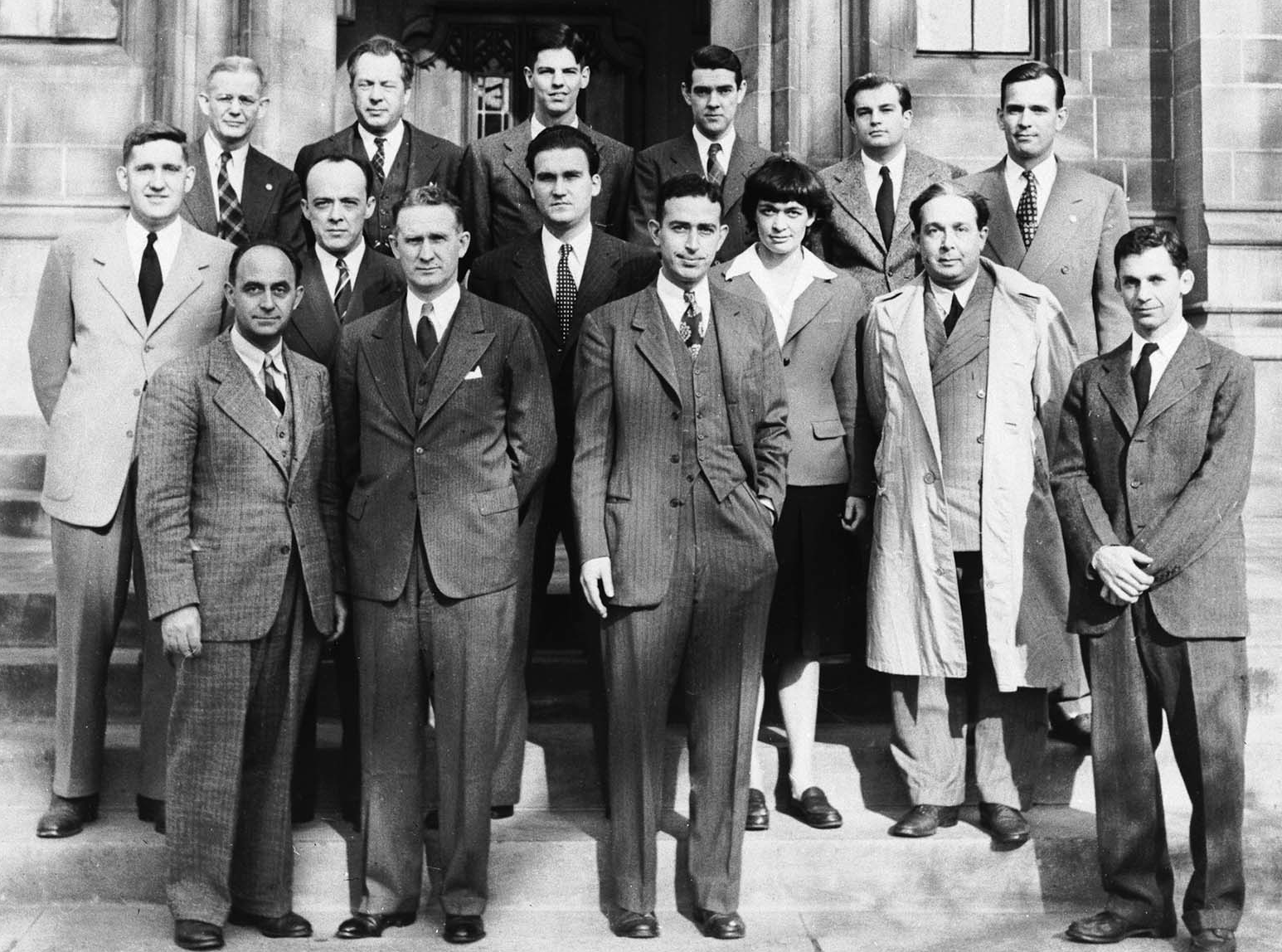
Fermi (baix a l'esquerra), Leó Szilárd (segon per baix a la dreta), juntament amb la resta de l'equip del Chicago Pile One.

Després de rebre el Premi Nobel a Estocolm, ell i la seva dona Laura, i els seus fills van emigrar a Nova York. Això fou així a causa de les lleis antisemites promulgades pel règim feixista de Benito Mussolini que va amenaçar a Laura, que era jueva. A més, les noves lleis van impedir el treball de la majoria de l'equip d'investigació de Fermi.
Poc temps després de la seva arribada a Nova York, Fermi començà a treballar a la Universitat de Colúmbia.
El desembre de 1938, el químics alemanys Otto Hahn i Fritz Strassmann van enviar un manuscrit a Naturwissenschaften donant part del descobriment d'un nou element, el bari, després de bombardejar urani amb neutrons; simultàniament, els resultats foren comunicats a Lise Meitner. Meitner, i el seu nebot Otto Robert Frisch, van interpretar correctament aquests resultats producte de reaccions nuclears de fusió. Frisch confirma aquest fet experimentalment el 13 de gener de 1939.
La interpretació de Meitner i Frisch del treball de Hahn i Strassman va creuar l'oceà Atlàntic amb Niels Bohr, que anava a donar lliçons a la Universitat de Princeton. Dos físics de la Universitat de Colúmbia treballant a Princeton, Isidor Isaac Rabi i Willis Lamb, van informar-se d'aquest esdeveniment i van conduir Enrico Fermi a Columbia. Degut a aquesta situació, Bohr es va desplaçar de Princeton a Columbia per veure a Fermi. Al no trobar-lo a la seva oficina, Bohr baixà al ciclotró i va trobar Herbert L. Anderson. Bohr el va agafar del muscle i li va dir: "Jove, vaig a explicar-li quelcom nou i sorprenent en física." Era clar per un gran nombre de científics a Columbia que haurien de provar de detectar l'energia que desprenia la fissió nuclear de l'urani procedent de reaccions gràcies al bombardeig amb neutrons. El 25 de gener de 1939, un equip de la Universitat de Colúmbia va dur a terme el primer experiment de fissió nuclear als Estats Units, que es va fer a les instal·lacions de Pupin Hall; els membres de l'equip eren Herbert L. Anderson, Eugene T. Booth, John R. Dunning, Enrico Fermi, G. Norris Glasoe i Francis G. Slack. L'endemà, la Cinquena Conferència de Física Teòrica de Washington va començar a Washington, D.C. sota els auspicis de la Universitat George Washington i la Carnegie Institution of Washington. Allà, les notícies de la fissió nuclear duta a terme van ser difoses encara més, cosa que va potenciar l'experimentació en aquest tipus de reaccions.
En aquest moment, Fermi anà a la Universitat de Chicago i va començar els estudis que van suposar el començament de la construcció de la primera pila nuclear, la Chicago Pile-1.
Fermi va canviar de nom el començament del projecte en un discurs que va fer el 1954 quan es va retirar del càrrec de President de l'Associació Americana de Física:
"Recordo molt animat el primer mes, gener, 1939, que vaig començar a treballar als Laboratoris Pupin perquè les coses van començar molt prest. En aquell període, Niels Bohr era a la Universitat de Princeton participant en unes conferències, i recorde que una vesprada en Willis Lamb va venir molt eufòric i ens va dir que Bohr havia donat a conèixer molt bones notícies. Les bones notícies que havia donat foren el descobriment de la fissió i també l'esborrany que se'n podia desprendre a l'interpretar aquest tipus de reacció. Aleshores, un poc més avançat el mateix mes, s'hi congregà una reunió a Washington, on la possible importància del fenomen recentment descobert es va proposar primerament, a mode d'acudit parcialment seriós, com una possible font d'energia nuclear."

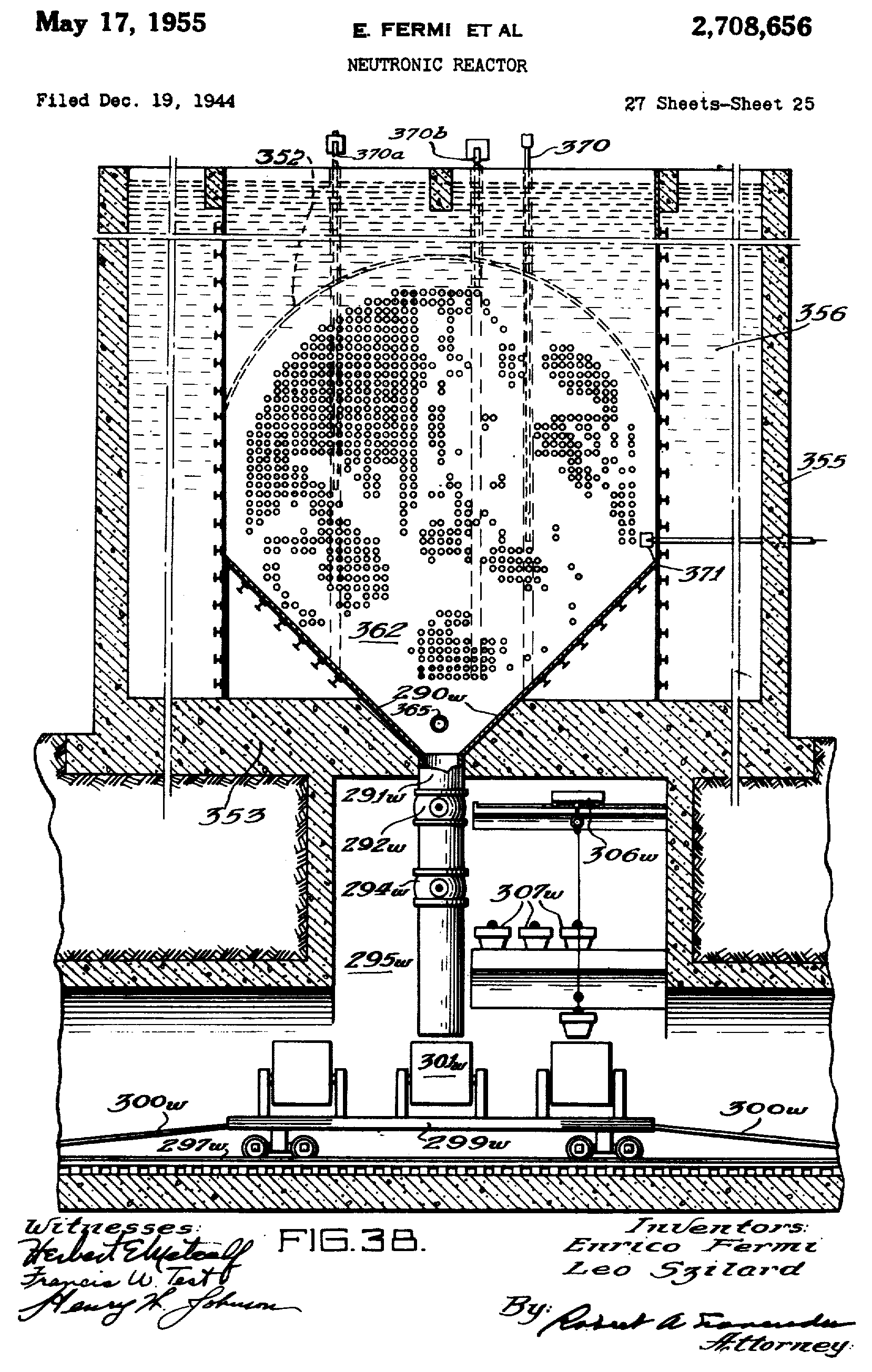
Imatge de la patent de "reactor neutrònic" de Fermi-Szilárd.

En agost de 1939, amb la preparació de Leó Szilárd i la signatura d'Albert Einstein, s'envià la famosa carta d'Einstein–Szilárd advertint al president Franklin D. Roosevelt de la probabilitat que els Nazis estiguessin planificant la construcció d'una bomba nuclear. Degut a la invasió de Hitler a Polònia l'1 de setembre, no fou fins a octubre que van tenir llesta la carta per entregar-la personalment. Roosevelt estava prou preocupat que s'organitzés el Comité de l'Urani i va donar finançament al primer projecte d'energia nuclear a la Universitat de Colúmbia, amb 6000 dòlars d'inversió. Això no obstant, pel temor que hi hagués alguna intervenció secreta estrangera, els diners no es van concedir fins que Szilárd va pregar a Einstein que enviés una segona carta al president la primavera de 1940. Els diners es van fer servir en estudis que van donar lloc al primer reactor nuclear; el Chicago Pile-1, una pila atòmica massiva feta amb blocs de grafit i combustible d'urani, que es va fer funcionar amb massa crítica el 2 de desembre de 1942, construït dins una pista dura de raquetes sota l'Stagg Field, l'estadi de Futbol americà de la Universitat de Chicago. Degut a una mala traducció, els informes soviètics situen les instal·lacions de treball d'Enrico Fermi dins un "camp de carabasses" en comptes de dins d'una pista d'esquaix, tractant-se l'esquaix d'un ramal dels esports de raquetes. Aquest experiment fou una fita en la recerca energètica, i fou prou representatiu de la genialitat de Fermi. Cada etapa fou curosament planificada, cada càlcul fou meticulosament fet per ell. Quan s'aconseguí autosostenir la primera reacció nuclear en cadena, es va fer una trucada codificada per un dels físics, Arthur Compton, a James Conant, el director del Comitè Nacional de Recerca en Defensa americà. La conversació es va realitzar en codi improvisat:
Compton: El Navegant Italià ha atracat al Nou Món.
Conant: Com eren els nadius?
Compton: Molt amistosos.
Aquesta reeixida iniciació a la pila de reaccions en cadena fou decisiva, no només per aportar dades sobre les propietats de la fissió —necessàries, d'altra banda per treballar en la bomba atòmica— també perquè podria servir de planter per als reactors nuclears massius que es crearien a Hanford, Washington, que es farien servir per a produir el plutoni necessari per a les bombes que es van fer servir al Trinity site i Nagasaki. Eventualment, el treball del reactor de Fermi i Szilárd's es va englobar en el Projecte Manhattan.
Fermi es va traslladar al Laboratori Nacional Los Alamos en fases més avançades del Projecte Manhattan per servir com a consultor general. Ell es trobava assegut a la cabina de control del Reactor B de Hanford, quan s'aconseguí posar en funcionament crític el 1944. El seu ampli coneixement en diversos camps de la física era útil per resoldre problemes de naturalesa interdisciplinària.
Va aconseguir convertir-se en ciutadà naturalitzat dels Estats Units d'Amèrica el 1944.
Fermi era present com a observador al Trinity site el 16 de juliol de 1945. L'enginyer Jack Aeby va observar Fermi treballant:
| « | En el moment en què l'ona de xoc va colpejar Base Camp, Aeby va veure Enrico Fermi amb un manoll de paper trossejat . "L'estava repartint per l'aire. Quan l'ona de xoc va arribar, va moure el confeti. Va pensar per un moment." Fermi va estimar la potència de la primera explosió nuclear. Ho va fer a ull. | » |

L'estimació dels trossos de paper de Fermi van donar un resultat de 10 quilotones de TNT; la potència real de la prova fou de 19 quilotones.
El 1947, Fermi va inventar el FERMIAC, un computador analògic que feia servir el Mètode de Monte Carlo per estudiar el transport de neutrons a través de materials fissionables.

### Treball de post-guerra
El 1954, en una referència de Fermi a l'American Physical Society també va dir: "Bé, això ens porta a Pearl Harbor. En aquell temps jo deixava la Universitat de Colúmbia i, després d'uns quants mesos vivint entre Chicago i Nova York, em vaig traslladar eventualment a Chicago, per tal de continuar amb el treball allà, i des d'ençà, amb un nombre notable d'excepcions, el treball a Columbia estava concentrat en la fase de separació isotòpica del projecte d'energia atòmica, iniciat per Booth, Dunning i Urey al voltant de 1940".
Fermi era majoritàriament considerat l'únic físic del segle vint que dominava tant en l'àmbit teòric com en l'experimental. El conegut historiador de la física, C. P. Snow, deia, referint-se a Fermi: "Si Fermi hagués nascut uns quants anys abans, un el podria imaginar perfectament descobrint el nucli atòmic de Rutherford i després desenvolupant la Teoria de Bohr de l'àtom d'hidrogen. Si això sona com una hipèrbole, qualsevol cosa que es digui de Fermi és susceptible de sonar com una hipèrbole". L'habilitat i l'èxit de Fermi provenia, en gran part per la seva capacitat de valoració de l'art d'allò possible, i també de la seva innata capacitat i intel·ligència. No li agradaven les teories complicades i, tot i tenir unes grans habilitats matemàtiques, mai les faria servir quan el treball es podia abordar d'una manera més fàcil. Fermi era famós per donar respostes ràpides i acurades a problemes que haurien deixat perplexos altres físics. Més tard, el seu mètode d'obtenir respostes ràpides i aproximades a través de càlculs de primera aproximació s'anomenà informalment Problema de Fermi.

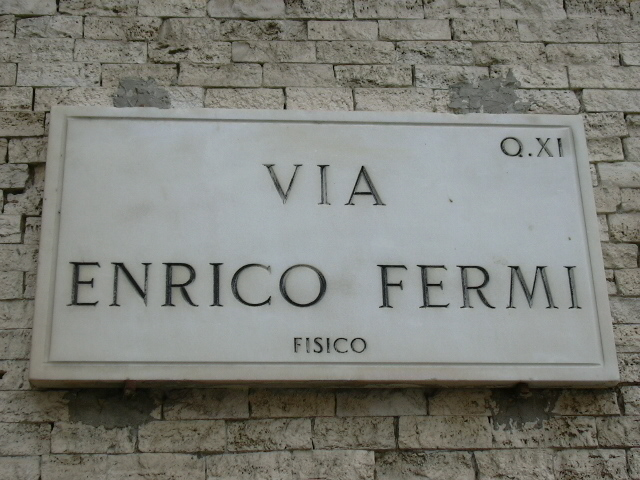
Senyal del carrer dEnrico Fermi a Roma.

El tret més captivador de Fermi com a científic fou la seva gran modèstia i la seva habilitat per fer qualsevol tipus de treball, ja fos creatiu o rutinari. Aquestes foren les qualitats que el van fer més popular i volgut per gent de tots els àmbits, des dels tècnics que el coneixien fins als altres Premis Nobel. Henry DeWolf Smyth, director del departament de Física de Princeton, va convidar Fermi per tal de fer alguns experiments al ciclotró de Princeton. Un dia, caminant pel laboratori, Smyth va veure el distingit científic ajudant un estudiant de graduat a moure una taula, sota les instruccions d'un altre estudiant. En una altra ocasió, un executiu de l'empresa Du Pont va venir a fer-li una visita per tal de veure'l a Columbia. Al no trobar-lo ni al laboratori ni a l'oficina, l'executiu se sorprengué al trobar al Premi Nobel al taller de mecanitzat, tallant fulles de llauna amb un parell d'enormes tallants.
Després de la guerra, Fermi va servir durant un curt període al General Advisory Commitee (Comité General Assessor) de la Comissió de l'Energia Atòmica dels Estats Units, un comitè científic dirigit per J. Robert Oppenheimer que assessorava a la comissió en aspectes i regulacions de l'àmbit nuclear. Després de la detonació de la primera bomba de fissió soviètica en agost de 1949, Openheimer, juntament amb Isidor Rabi, van escriure un informe molt seriós per al comitè, que s'oposava al desenvolupament de la bomba d'hidrogen tant des del punt de vista tècnic com del moral. Tot i això, Fermi també participà en els treballs preliminars de la bomba d'hidrogen a Los Alamos com a consultor i, juntament amb Stanislaw Ulam, va calcular que la quantitat de triti necessària per al model d'arma termonuclear d'Edward Teller seria prohibitiu i no es garantiria l'aconseguiment de la reacció de fusió a causa de les dificultats de propagació de la reacció tot i la gran quantitat de triti que es desprenia com a resultat.
En els seus últims anys, Fermi va desenvolupar importants treballs en física de partícules, especialment en relació als pions i muons. També fou conegut per ser un professor inspirador a la Universitat de Chicago, i era conegut per la seva atenció al detall, la simplicitat, i la preparació minuciosa de cada classe. Temps després, els apunts de les seves lliçons, especialment aquells dels camps de la mecànica quàntica, la física nuclear i la termodinàmica es van transcriure a llibres que encara s'imprimeixen avui dia.
També va reflexionar sobre una proposició, que avui dia és coneguda com a "Paradoxa de Fermi". Aquesta contradicció o proposició es qüestiona que: amb l'existència dels bilions i bilions de sistemes estel·lars a l'univers, un podria pensar que la vida intel·ligent ja podria haver contactat amb la nostra civilització avui dia.
Cap al final de la seva vida, Fermi va qüestionar la fe en la societat en general sobre la utilització i les decisions que se'n farien amb la tecnologia nuclear. Ell va dir:
"Alguns de vosaltres podeu preguntar-vos, quin és el benefici de treballar tan dur per coses tan minses com recollir unes quantes proves que no donen cap plaer exceptuant el d'uns quants professors amb els cabells llargs als quals els encanta col·leccionar coses com aquestes i que, a més, no seran útils per ningú, ja que només uns quants especialistes potser podrien entendre'ls? En resposta a aquesta(es) qüestió(ns) m'aventuraré a fer una predicció sense més transcendència.
La història de la ciència i la tecnologia ens ha ensenyat consistentment que els avenços científics basant-se en l'enteniment d'aquestos fets tenen, tard o d'hora, repercussió i possibilitat d'implantació en aplicacions industrials que han revolucionat la nostra manera de viure. Em sembla improbable que aquestos esforços per tal d'indagar sobre l'estructura de la matèria siguin una excepció a aquesta regla. El que potser és menys cert, i esperem tots ferventment que ho sigui, és que l'home prompte madurarà cap a l'adultesa i farà un bon ús dels poders que va guanyant sobre la naturalesa."

### Darrers anys
Fermi va morir a l'edat de 53 anys de càncer d'estómac (a causa de la forta exposició a la radiació) i fou enterrat al cementeri d'Oak Woods. Dos dels seus estudiants que l'ajudaven en treballs en la pila nuclear van morir també de càncer. Fermi i el seu equip sabien que aquell treball tenia un gran risc però van considerar tan vitals els beneficis que van seguir endavant sense mirar per la pròpia seguretat.
Tal com Eugene Wigner va escriure: "Deu dies abans de la mort de Fermi em va dir, 'Espere que no trigui gaire.' Ell es va reconciliar perfectament amb el seu destí".

### Família i llegat
Enrico Fermi i Laura Capon van tenir una filla i un fill. La filla del matrimoni fou la Dra. Nella Fermi Weiner (1931-1995) que es dedicà a l'art i al feminisme. El fill, el Dr. Giulio ("Judd") Fermi (1936-1997) va dedicar-se a la biologia i va treballar amb el Premi Nobel Max Perutz en l'estructura de l'hemoglobina.
Laura Fermi (1907–1977), casada amb Fermi, fou una ecologista anticipada, dissenyadora de sistemes, escriptora prolífica i autora del New York Times; qui va tenir un èxit supervendes amb l'obra "Atoms in the Family: Life with Enrico Fermi, Architect of the Atomic Age", i reflexionava també, sobre el dilema nuclear:
"Per damunt de tot; però, hi havia les qüestions morals. Vaig conèixer científics que esperaven que la bomba no fos possible, però allà hi era, i de fet va matar i va destruir molt. Fou la guerra o fou la ciència la culpable? Haurien els científics d'haver parat les investigacions una vegada s'adonaren que la bomba era factible? Hi haurà sempre guerra en el futur? Per aquesta mena de qüestions no hi ha respostes simples."
Rachel Fermi (1964–), fotògrafa i professora, la tercera neta de Laura i Enrico Fermi, va continuar qüestionant el seny en l'ús de bombes nuclears en el seu llibre "Picturing the Bomb". Els autors juxtaposen fotos del món d'alt secret del Projecte Manhattan amb fotos de família de Los Alamos i Hanford.
Olivia Fermi (1957–), al principi anomenada Alice Olivia (amb cognom de soltera: Weiner) Caton, M.A. A.B.S.—Lideratge en Sistemes Humans, Certificat ConRes (Resolució de Conflictes), fotoartista i escritora, fou la primera neta de Laura i Enrico. Actualment es troba investigant el llegat dels seus avis en una sèrie de llibres que planeja publicar. El 29 de setembre de 2001, poc després de la destrucció del World Trade Center a la ciutat de Nova York, Olivia va volar a Roma, Itàlia, per tal de donar una conferència a la Conferència Internacional: Enrico Fermi i l'Univers de la Física. Fou invitada a parlar davant una conferència de físics com a representant de la família de Laura i d'Enrico Fermi. Olivia va dir:
| « | Tots els que estem vius avui i tots els que vindran després de nosaltres, som hereus del llegat científic d'Enrico Fermi. Tots tenim un interès en aquest llegat. Des del final de la Segona Guerra Mundial, la humanitat ha tingut coneixement de l'energia nuclear i el seu increïble potencial per al benefici, així com per als danys. Enrico Fermi ens va donar molt. I encara hi ha més feina per fer. El treball d'Enrico Fermi, i el treball d'altres científics, existeix en un món ple de gent que, en certa manera, són com Enrico... [anècdotes divertides sobre els errors ocasionals d'Enrico]... Ell, com tots nosaltres, era brillant i fal·lible. Tenim una tasca col·lectiva i de desenvolupament. Hem d'aprendre a integrar el nostre coneixement científic i la nostra experiència humana per tal de trobar les respostes al dilema nuclear i als molts altres dilemes que tenim encarats avui dia. ... El nostre món encara ha de trobar una adequada recepta nuclear – com tenir control de l'energia nuclear per al benefici de totes les coses vivents. Necessitarem tot dels nostres regals de la humanitat per a sobreviure i florir en aquest planeta. Des d'aquí em sembla com si Enrico hagués contribuït amb tots els seus regals. Ara és cosa nostra contribuir amb els nostres. Podem mirar enrere a Enrico cercant la inspiració, si ens mirem a nosaltres mateixos per al futur. | » |

Els dos nets de Laura i d'Enrico Fermi van ser el germà d'Olivia, Paul Weiner, PhD (1959–), matemàtic i professor, i el germà de Rachel, Daniel Fermi (1971-). Laura i Enrico Fermi tenen quatre besnets, fills de Paul per una banda i de Rachel per l'altra.

## Recerca científica i pensament

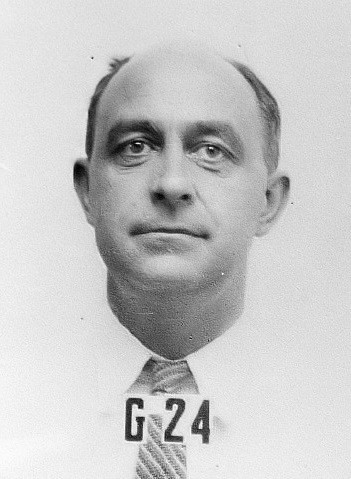
Enrico Fermi durant la seva participació al Projecte Manhattan. Foto d'identificació de Fermi a Los Alamos.

Interessat des de ben jove en la radiació sobre els neutrons i la mateixa radiació en si, l'any 1938 fou guardonat amb Premi Nobel de Física per les seves demostracions sobre l'existència de nous elements radioactius produïts per la radiació de neutrons i pels seus descobriments sobre les reaccions nuclears degudes als neutrons lents.
Durant la seva estada als Estats Units participà en el Projecte Manhattan i va verificar la fissió nuclear juntament amb Otto Hahn i Fritz Strassmann, i posteriorment aconseguir construir el primer reactor nuclear, que va produir la primera reacció en cadena nuclear controlada. Amb posterioritat es va oposar al desenvolupament de la bomba d'hidrogen per raons ètiques.
Amb els seus col·laboradors, va bombardejar amb neutrons 60 elements, aconseguint obtenir isòtops de 40 d'ells, i la transmutació d'àtoms de l'element 92, l'urani, en àtoms de l'element 93, el neptuni, que pràcticament no es troba a la naturalesa i s'obté bàsicament per síntesi.
Cap al final de la seva vida, Fermi va posar en dubte la seva fe en la societat en general en referència a les decisions més adequades que cal prendre pel que fa a la tecnologia nuclear. Va arribar a deixar escrit:
| «                                      | Alguns de vostès podrien preguntar, quin és el bé d'haver treballat tan sols per recollir alguns fets que no aporten cap plaer, excepte a uns pocs professors de pèl llarg que els agrada col·leccionar aquest tipus de coses que no seran de cap utilitat per a ningú, ja que només uns pocs especialistes, en el millor dels casos, seran capaços de comprendre-ho? En resposta a aquesta qüestió em permeto una predicció segura. La història de la ciència i la tecnologia ens ha ensenyat que els avenços científics en la comprensió dels fonaments bàsics, tard o d'hora, han donat lloc a aplicacions industrials i tècniques que han revolucionat la nostra forma de vida. Em sembla improbable que aquest esforç per arribar a l'estructura de la matèria hagi de ser-ne una excepció a la regla. Però també és veritat, i és el que tots desitgem, que cal que l'home creixi prou i es faci adult per a fer bon ús dels poders que adquireix de la natura." | » |
| — Fermi. The Future of Nuclear Physics | |   |

## Paradoxa de Fermi
Alguns aspectes curiosos pels quals també es coneix a Fermi són la Paradoxa de Fermi o principi de Fermi i els Problemes de Fermi. La paradoxa consisteix en la qüestió de si l'Univers posseeix formes de vida intel·ligent més enllà de la Terra per què no en tenim cap prova observacional. On són? preguntava ell. La resposta de Fermi, òbviament preocupat pel seu paper en el desenvolupament de les bombes atòmiques, era que les civilitzacions tecnològicament avançades corrien un greu perill d'autodestruir-se mitjançant l'ús d'armes nuclears. Els problemes de Fermi constitueixen il·lustracions clares de la importància de l'anàlisi dimensional i dels mètodes d'aproximació tal com Quants afinadors de piano treballen a Chicago?.

## Reconeixements
En honor seu s'han anomenat el Femtòmetre, el Fermió, l'accelerador de partícules Fermilab (Fermi National Accelerator Laboratory) i l'asteroide (8103) Fermi descobert el 19 de gener de 1994 pel Circolo culturale astronomico di Farra d'Isonzo.
El 1952, l'element 100 de la taula periòdica dels elements fou aïllat d'uns residus d'un test nuclear. En honor de les contribucions de Fermi a la comunitat científica, s'anomenà Fermi.
El departament de la Universitat de Chicago en el qual va treballar durant diversos anys es diu en l'actualitat Institut Enrico Fermi.
El Premi Enrico Fermi va ser establert l'any 1956 pel govern nord-americà en rècord dels seus assoliments científics i la seva excel·lència com a científic.
Una enquesta recent de la revista Time va llistar Fermi com un dels vint científics i pensadors més notables del segle vint.
Tres instal·lacions de reactor nuclear han estat anomenades en honor de Fermi:
- Centrals nuclears Fermi 1 i Fermi 2 a Newport, Michigan
- La Central Nuclear Enrico Fermi (Itàlia).
- El reactor nuclear d'investigació argentí RA-1 Enrico Fermi.

Moltes escoles han sigut anomenades amb el seu nom, com per exemple l'Institut Enrico Fermi d'Enfield, Connecticut.
El tribunal de Fermi a Deep River, Ontario fou també anomenat en honor seu.
Des dels anys 50, la Commissió d'Energia Atòmica dels Estats Units anomenà la seva distinció més gran, el Premi Fermi, en honor seu. Entre els rebedors d'aquesta distinció destaquen científics ben coneguts com a Otto Hahn, J. Robert Oppenheimer, Freeman Dyson, John Wheeler i Hans Bethe.

## Patents
- 2206634, Process for the Production of Radioactive Substances, arxivat octubre de 1935, publicat juliol de 1940 a l'USPTO (anglès)
- 2524379, Neutron Velocity Selector, arxivat setembre de 1945, publicat octubre de 1950 a l'USPTO (anglès)
- 2708656, Neutronic reactor, with Leó Szilárd, arxivat desembre de 1944, publicat maig de 1955 a l'USPTO (anglès)
- 2768134, Testing Material in a Neutronic Reactor, arxivat agost de 1945, publicat octubre de 1956 a l'USPTO (anglès)
- 2780595, Test Exponential Pile, arxivat maig de 1944, publicat febrer de 1957 a l'USPTO (anglès)
- 2798847, Method of Operating a Neutronic Reactor, arxivat desembre de 1944, publicat juliol de 1957 a l'USPTO (anglès)
- 2807581, Neutronic Reactor, arxivat octubre de 1945, publicat setembre de 1957 a l'USPTO (anglès)
- 2807727, Neutronic Reactor Shield, arxivat gener de 1946, publicat setembre de 1957 a l'USPTO (anglès)
- 2813070, Method of Sustaining a Neutronic Chain Reacting System, arxivat novembre de 1945, publicat novembre de 1957 a l'USPTO (anglès)
- 2836554, Air Cooled Neutronic Reactor a l'USPTO (anglès)
- 2837477, Chain Reacting System a l'USPTO (anglès)
- 2852461, Neutronic Reactor a l'USPTO (anglès)
- 2931762, Neutronic Reactor a l'USPTO (anglès)
- 2969307, Method of Testing Thermal Neutron Fissionable Material for Purity, arxivat novembre de 1945, publicat gener de 1961 a l'USPTO (anglès)